# Phacellodomus ferrugineigula
El espinero pechicanelo, tiotío ojo rojo (en Uruguay) o espinero pecho naranja (Phacellodomus ferrugineigula), es una especie de ave paseriforme, de la familia Furnariidae perteneciente al género Phacellodomus. Es nativa del sureste de América del Sur. 

## Distribución
Se distribuye desde el sur de Minas Gerais y sur de Espírito Santo hasta el sur de Río Grande do Sul, en el sureste de Brasil, y en Rivera y Cerro Largo, en el norte de Uruguay.
Esta especie es considerada poco común en su hábitat natural: los bordes de bosques pantanosos y humedales,  hasta los 900 m de altitud.

## Estado de conservación
El espinero pechicanelo es considerado una especie bajo preocupación menor por la Unión Internacional para la Conservación de la Naturaleza (IUCN).

## Sistemática

### Descripción original
La especie P. ferrugineigula fue descrita por primera vez por el ornitólogo austríaco August von Pelzeln en 1858 bajo el nombre científico Anumbius ferrugineigula; la localidad tipo es: «Cabo de Hornos; error = estado de São Paulo, Brasil».

### Etimología
El nombre genérico masculino «Phacellodomus» deriva del griego «phakellos»: amontonado de palitos, y «domos»: casa; en referencia al típico nido de estas especies; y el nombre de la especie «ferrugineigula», se compone de las palabras del latín «ferrugineus»: herrumbrado, y «gula»: garganta; significando «de garganta color de herrumbre».

### Taxonomía
La presente especie  fue tradicionalmente considerada conespecífica con Phacellodomus erythrophthalmus, pero los estudios de Simon et al. (2008) constataron diferencias morfológicas, de hábitat, de formato del nido y de vocalización (muy significativas). Además, las dos especies se reproducen en simpatría en algunas áreas del valle del Paraíba do Sul (estados de São Paulo y Río de Janeiro) y en el este de Minas Gerais, sin evidencias de intergradación entre ellas. La elevación al rango de especie plena fue aprobado en la Propuesta No 371 al Comité de Clasificación de Sudamérica. Es monotípica.